# Rubrius ululus
Rubrius ululus là một loài nhện trong họ Amaurobiidae.
Loài này thuộc chi Rubrius. Rubrius ululus được miêu tả năm 1967 bởi Roth.